# Objętość molowa
Objętość molowa – objętość, jaką zajmuje jeden mol substancji. Jednostką objętości molowej w układzie SI jest m³/mol. Objętość molową podaje się dla określonych warunków, zwykle dla warunków normalnych.
{\displaystyle V_{m}={\frac {V}{n}}={\frac {M}{\rho }},}
gdzie:
{\displaystyle V_{m}} – objętość molowa,
{\displaystyle V} – objętość {\displaystyle n} moli substancji,
{\displaystyle M} – masa molowa (jednostka: kg/mol, w praktyce używa się g/mol – zobacz poniżej),
{\displaystyle \rho } – gęstość (jednostka: kg/m³).
Masa molowa w układzie SI wyraża się w kg/mol, jednak w praktyce używa się znacznie wygodniejszych jednostek g/mol (np. dla wodoru H2 2 g/mol = 0,002 kg/mol, dla wody 18 g/mol = 0,018 kg/mol), gdyż wówczas jest ona liczbowo równa względnej masie molowej oraz podobna do wartości liczby masowej.
Faza skondensowana
Objętość molowa dla faz skondensowanych, czyli ciał stałych i cieczy słabo zależy od temperatury aż prawie do punktu krytycznego (wysoka temperatura może wymagać wysokiego ciśnienia aby dana faza istniała). Dla cieczy i ciał stałych objętości molowe podaje się często z wykorzystaniem wygodniejszych podjednostek cm³/mol lub dm³/mol (np. dla wody 18 cm³/mol = 0,018 dm³/mol = 0,000018 m³/mol).
Faza gazowa
Dla gazów (i par – z pewnymi zastrzeżeniami) objętość molowa zmienia się w przybliżeniu liniowo wraz z temperaturą zgodnie z równaniem Clapeyrona {\displaystyle (pV=nRT){:}}
{\displaystyle V_{\mathrm {m} }={\frac {V}{n}}={\frac {RT}{p}},}
gdzie:
{\displaystyle p} – ciśnienie,
{\displaystyle R} – (uniwersalna) stała gazowa,
{\displaystyle T} – temperatura.
W warunkach normalnych objętość molowa gazu doskonałego wynosi 22,415 dm³. Dla gazów rzeczywistych te równania spełnione są jedynie w przybliżeniu. W szczególności ciśnienie pary cieczy w danej temperaturze jest ograniczone od góry ciśnieniem pary nasyconej.